# Justin Guarini
Justin Guarini é nome artístico de Justin Eldrin Bell (28 de outubro de 1978) é um músico e ator norte-americano que se tornou famoso por participar no programa American Idol.
Justin Guarini participou do American Idol como finalista e ficou em segundo lugar atrás da vencedora Kelly Clarkson.

## Discografia

### Álbuns
- The Midnight Voices (1999)
- Justin Guarini (2003)
- Stranger Things Have Happened (2005)
- Foreign Shores by David Hughes (2007)

### EPs
- Revolve (Acústico) (2008)

## Filmes
- From Justin to Kelly